# Novonikolàievka (Primórie)
|  | Per a altres significats, vegeu «Novonikolàievka». |

Novonikolàievka (en rus: Новониколаевка) és un poble del krai de Primórie, a l'Extrem Orient de Rússia, que en el cens del 2010 tenia 233 habitants. Es troba al districte rural de Khankaiski.